# Nat Friedman
Nathaniel Dourif Friedman est un chef d'entreprise américain. Il a été le fondateur de Ximian et Xamarin et le directeur général (CEO) de GitHub.

## Vie et carrière
En 1996, alors qu'il était étudiant de première année au Massachusetts Institute of Technology, Friedman se lie d'amitié avec Miguel de Icaza sur LinuxNet, le réseau IRC que Friedman avait créé pour discuter de Linux. Il étudie l'informatique et les mathématiques et obtient son Bachelor en sciences en 1999. Il effectue un stage chez Microsoft, et travaille sur le serveur Web IIS.
Friedman co-fonde Ximian (à l'origine appelé International Gnome Support, puis Helix Code) avec de Icaza pour développer des applications et une infrastructure pour GNOME, le projet que Icaza avait commencé dans le but de produire un environnement de bureau logiciel libre. La société a ensuite été achetée par Novell en 2003,.
Chez Novell, Friedman est directeur de la technologie et de la stratégie pour l' Open Source jusqu'en janvier 2010,,. Là, il lance le projet Hula qui débute avec la sortie des composants de Novell NetMail en open source. Au cours de son mandat, Novell entreprent de migrer 6 000 employés de Microsoft Windows vers SUSE Linux et de Microsoft Office vers OpenOffice.org,. Le dernier projet de Friedman avant son départ fut de travailler sur SUSE Studio.
Au cours de son congé sabbatique, Friedman crée et anime un podcast intitulé Hacker Medley.
En mai 2011, Friedman et de Icaza fondent Xamarin et Friedman est nommé PDG. La société est créée pour offrir un support commercial pour Mono, un projet que de Icaza avait lancé à Ximian pour fournir une implémentation logicielle gratuite de la pile logicielle .NET de Microsoft. Chez Xamarin, ils se concentrent sur la poursuite du développement de Mono et MonoDevelop et sur la commercialisation du SDK multiplateforme Xamarin auprès des développeurs ciblant les appareils mobiles et les consoles de jeux vidéo. En 2016, Xamarin est racheté par Microsoft.
Avec l'annonce en juin 2018 de l'acquisition de GitHub par Microsoft pour 7,5 milliards de dollars, les sociétés ont simultanément annoncé que Friedman deviendrait le nouveau PDG de GitHub,,,. Le cofondateur de GitHub et PDG de l'époque, Chris Wanstrath, était à la recherche de son remplaçant depuis août 2017,. Friedman assume le rôle de PDG le 29 octobre 2018. Il annonce quitter la direction de l'entreprise 3 ans plus tard, en novembre 2021,,.
Il rejoint le board de l'Arc Institute, un institut de recherche des universités californiennes Stanford, Berkeley et l'UCSF,,,,.
Il est marié à Stephanie Friedman (née Schatz) depuis 2009,.